# Justin Harvey Smith
Justin Harvey Smith (* 13. Januar 1857 in Boscawen, New Hampshire; † 21. März 1930 in Brooklyn, New York) war ein US-amerikanischer Historiker.

## Leben und Wirken
Smith war der Sohn des Predigers Ambrose Smith (1820–1862) und dessen Ehefrau Cynthia Maria Egerton (1821–1899). Sein Studium begann Smith um 1875 am Dartmouth College in Hanover (N.H.) und schloss es 1877 erfolgreich mit einem „B.A.“ ab. Anschließend wechselte er an das Union Theological Seminary in New York und erhielt 1884 seinen „M.A.“
Noch im selben Jahr wurde Smith von Charles Scribner für dessen gleichnamigen Verlag engagiert und blieb dort bis 1908. In diesem Jahr konnte sich Smith habilitieren und wurde in den nächsten Jahren mit einigen Lehraufträgen betraut. Parallel dazu forschte er in einem seiner wichtigsten Themen, dem Mexikanisch-Amerikanischen Krieg.
Die American Historical Association berief Smith 1917 zum Chairman ihrer Historical Manuscript Commission. Nach sechs Jahren gab er dieses Amt auf und zog sich ins Privatleben zurück. Er starb am 21. März 1930 in Brooklyn und fand seine letzte Ruhestätte auf dem Plains Cemetery in Boscawen.

## Ehrungen
- 1920 Pulitzer-Preis für The war with Mexico
- 1923 Loubat Prize für The war in Mexico

## Schriften (Auswahl)
- The annexion of Texas. 1911.
- Arnold’s march from Cambridge to Quebec. 1903.
- Our struggle for the 14th colony. 1907.
- The troubadours at home. 1899.
- The war with Mexico, Bd. 1. 1919 (2 Bände)
- The war with Mexico, Bd. 2. 1919 (2 Bände)